# Coucy-la-Ville
Coucy-la-Ville település Franciaországban, Aisne megyében. Lakosainak száma 195 fő (2022. január 1.). Coucy-la-Ville Bassoles-Aulers, Coucy-le-Château-Auffrique, Fresnes-sous-Coucy, Jumencourt és Verneuil-sous-Coucy községekkel határos.

## Népesség
A település népességének változása:
| Lakosok száma | 188  | 196  | 189  | 193  | 211  | 214  | 219  | 200  | 196  | 195  |
|               | 1968 | 1982 | 1990 | 2006 | 2013 | 2015 | 2017 | 2019 | 2020 | 2022 |